# Alles ist gut
Alles ist gut är D.A.F.:s tredje studioalbum, utgivet 1981. Det var bandets första album på Virgin Records. 
Deutsche Phono-Akademie, en förening inom tysk skivindustri, belönade Alles ist gut med Der Schallplattenpreis.

## Låtlista

### Sida A
1. "Sato-Sato" – 2:43
2. "Der Mussolini" – 3:50
3. "Rote Lippen" – 2:41
4. "Mein Herz macht Bum" – 4:26
5. "Der Räuber und der Prinz" – 3:27

### Sida B
1. "Ich und die Wirklichkeit" – 3:05
2. "Als wär's das letzte Mal" – 3:24
3. "Verlier' nicht den Kopf" – 3:17
4. "Alle gegen Alle" – 3:55
5. "Alles ist gut" – 3:25